# Рихлик (Любуське воєводство)
Рихлик (пол. Rychlik) — село в Польщі, у гміні Суленцин Суленцинського повіту Любуського воєводства.
Населення — 197 осіб (2011).
У 1975-1998 роках село належало до Гожовського воєводства.

## Демографія
Демографічна структура станом на 31 березня 2011 року:
|          | Загалом | Допрацездатний вік | Працездатний вік | Постпрацездатний вік |
| -------- | ------- | ------------------ | ---------------- | -------------------- |
| Чоловіки | 102     | 18                 | 77               | 7                    |
| Жінки    | 95      | 18                 | 62               | 15                   |
| Разом    | 197     | 36                 | 139              | 22                   |